# Länsväg Z 574
Länsväg 574 går runt Hoverberget och byarna Hoverberg, Eltnäset, Vattviken och Balviken.
Den går i Jämtlands län.
Den ansluter till:
- Länsväg 321

Vägbeskrivning
Vägen börjar ungefär fem kilometer norr om Svenstavik vid infarten till själva byn Hoverberg. Vid infarten fanns förr ICA-butiken 'Jörn-Ers' samt byns postkontor och apotek. Vägen går sedan in i byn till ännu en stängd ICA-butik. 'Segers Livs'. Här delar sig vägen åt två håll. Åt höger kommer man efter några kilometer till byn Eltnäset på den östra sidan av halvön, för att senare hamna i Vattviken. Sedan följer några kilometer med obebyggd mark, innan man når Hoverbergsgrotten och Balviken. Sedan är man strax framme i korsningen vid 'Segers'. Hastighetsgränserna är mellan 50 kilometer i timmen och 70 kilometer i timmen.